# イズミット
イズミット（İzmit）は、トルコの都市。コジャエリ県の県都。人口は約21万人（1996年）。古代においてはニコメディアと称された。1999年にイズミットを中心にM7.4の大地震（イズミット地震）が発生して多くの犠牲者がでた。

## 地勢・産業
マルマラ海東部イズミット湾に面する港湾都市。工業が盛んで、トルコ最大の都市であるイスタンブールとは高速道路網で結ばれている。隣の都市としては、約100キロ南西にブルサ、85キロ北西にイスタンブールが位置している。

## 歴史
前8世紀ころ、既に都市が建設されていた。前3世紀、ビティニア王国のニコメデス1世によって再興し、ニコメディアと称された。3世紀後半、専制君主政を創始したローマ皇帝ディオクレティアヌスは、帝国を4つに分けて統治する政策をとった。この際、ニコメディアは東方正帝（ディオクレティアヌス）の支配拠点となり、コンスタンティヌス1世と争ったリキニウスなどが統治した。324年にリキニウスがコンスタンティヌス1世に敗れるまで、ニコメディアはローマ帝国の東の都であった。コンスタンティヌスは330年にビザンチウム近郊に新ローマ（コンスタンティノープル）の創設を宣言したが、コンスタンティノープルが設立されるまでの6年間はニコメディアに住んだ。337年コンスタンティヌスは、ニコメディア近郊の別荘で亡くなった。
ニコメディアは、コンスタンティノープルに向かう道路が集中する場所であったため、コンスタンティノープル創設後もその重要性を保った。6世紀末まで、街はビザンチン帝国の支配下にあった。その後、セルジューク・トルコによって一度占領されるものの、第1回十字軍によってすぐに奪還された。1204年の十字軍によるコンスタンティノープルの占領後、町と他のビテュニア地域のほとんどがラテン帝国の一部となった。1235年頃、ニカイア帝国が町を占領し、14世紀前半まで支配した。1338年、町はオスマン帝国によって征服された。 
第一次世界大戦中の1918年11月20日、イギリスによって占領され、1920年10月26日にはギリシアによって占領された。トルコ独立戦争中の1921年6月28日、トルコ軍によって町は解放された。
1993年にイズミット大都市自治体として指定され、2004年の指定範囲拡大により指定区域はコジャエリ県全域となっている。

## 気候
| イズミットの気候                                | イズミットの気候 | イズミットの気候 | イズミットの気候 | イズミットの気候 | イズミットの気候 | イズミットの気候 | イズミットの気候 | イズミットの気候 | イズミットの気候 | イズミットの気候 | イズミットの気候 | イズミットの気候 | イズミットの気候 |
| 月                                              | 1月              | 2月              | 3月              | 4月              | 5月              | 6月              | 7月              | 8月              | 9月              | 10月             | 11月             | 12月             | 年               |
| ----------------------------------------------- | ---------------- | ---------------- | ---------------- | ---------------- | ---------------- | ---------------- | ---------------- | ---------------- | ---------------- | ---------------- | ---------------- | ---------------- | ---------------- |
| 平均最高気温 °C （°F）                          | 9.6 (49.3)       | 10.5 (50.9)      | 13.2 (55.8)      | 18.4 (65.1)      | 23.1 (73.6)      | 27.5 (81.5)      | 29.4 (84.9)      | 29.3 (84.7)      | 25.8 (78.4)      | 20.6 (69.1)      | 15.7 (60.3)      | 11.4 (52.5)      | 19.54 (67.18)    |
| 日平均気温 °C （°F）                            | 6.2 (43.2)       | 6.5 (43.7)       | 8.6 (47.5)       | 13.0 (55.4)      | 17.4 (63.3)      | 21.8 (71.2)      | 23.8 (74.8)      | 23.6 (74.5)      | 20.1 (68.2)      | 15.9 (60.6)      | 11.5 (52.7)      | 8.2 (46.8)       | 14.72 (58.49)    |
| 平均最低気温 °C （°F）                          | 3.4 (38.1)       | 3.4 (38.1)       | 5.0 (41)         | 8.8 (47.8)       | 12.8 (55)        | 16.9 (62.4)      | 19.2 (66.6)      | 19.4 (66.9)      | 16.0 (60.8)      | 12.5 (54.5)      | 8.3 (46.9)       | 5.4 (41.7)       | 10.93 (51.65)    |
| 降水量 mm （inch）                              | 91.3 (3.594)     | 74.9 (2.949)     | 72.0 (2.835)     | 55.3 (2.177)     | 45.9 (1.807)     | 50.4 (1.984)     | 39.2 (1.543)     | 54.2 (2.134)     | 50.6 (1.992)     | 94.5 (3.72)      | 87.2 (3.433)     | 107.8 (4.244)    | 823.3 (32.412)   |
| 平均降雨日数                                    | 16.9             | 15.5             | 13.6             | 11.9             | 9.7              | 8.6              | 6.2              | 6.5              | 7.6              | 12.4             | 13.3             | 16.5             | 138.7            |
| 平均月間日照時間                                | 71.3             | 78.4             | 124              | 162              | 223.2            | 267              | 282.1            | 266.6            | 207              | 142.6            | 102              | 74.4             | 2,000.6          |
| 出典：Devlet Meteoroloji İşleri Genel Müdürlüğü |                  |                  |                  |                  |                  |                  |                  |                  |                  |                  |                  |                  |                  |